# Karl Ebermaier

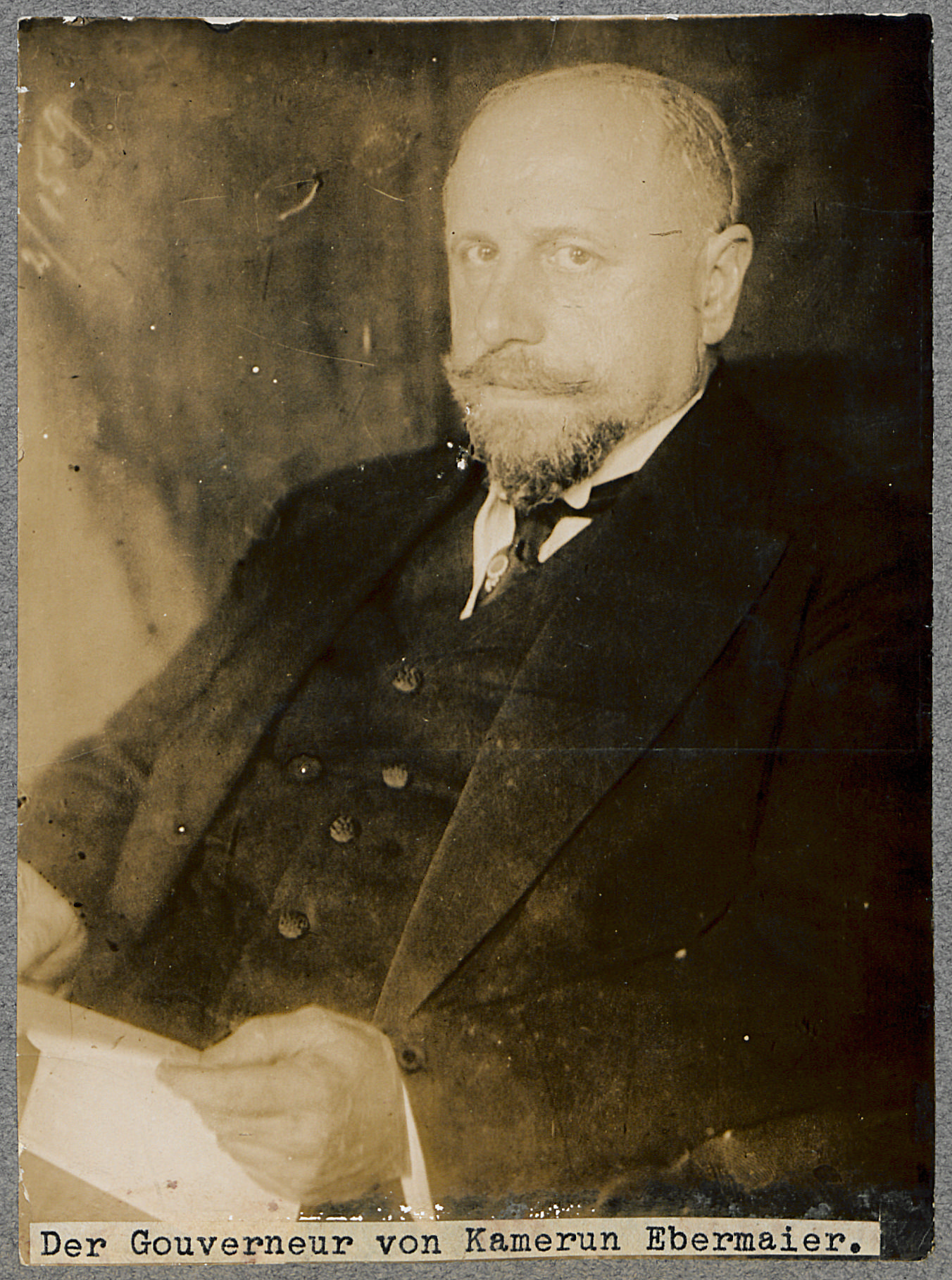
Karl Ebermaier (1916)

Karl Ebermaier (* 2. Oktober 1862 in Elberfeld (heute zu Wuppertal); † 21. August 1943 in Bernried am Starnberger See) war von 1912 bis 1916 Kaiserlicher Gouverneur der damaligen deutschen Kolonie Kamerun.

## Leben
Geboren wurde er als Sohn des Staatsprokurators Friedrich Wilhelm Ebermaier. Er besuchte das humanistische Gymnasium in Elberfeld (Abitur zu Ostern 1881) und studierte Rechtswissenschaften in Tübingen (Mitglied des Corps Rhenania).
Nach der Promotion zum Dr. jur. wurde er 1889 preußischer Gerichtsassessor und 1897 Landrichter. 1898 wechselte er in den Kolonialdienst und wurde zum Oberrichter und Rechtsbeirat des Gouvernements von Deutsch-Ostafrika ernannt. Wegen einer Duellaffäre wurde er bald wieder abberufen und nach Deutschland zurückversetzt. Die Ausreise erfolgte im Februar 1898.
Nach einem kurzen Intermezzo im preußischen Justizdienst konnte er in die Kolonialabteilung des Auswärtigen Amtes zurückkehren und fungierte von 1902 bis 1904 als erster Referent und stellvertretender Gouverneur von Kamerun. Danach wurde er wieder in der Kolonialabteilung beschäftigt und 1906 zum Wirklichen Legationsrat und vortragenden Rat befördert. Ab dem 30. September 1908 begleitete Ebermaier den ehemaligen Gouverneur von Deutsch-Südwestafrika, Friedrich von Lindequist, auf einer Rundreise durch Deutsch-Ostafrika, musste die Reise aber vorzeitig abbrechen und kehrte nach Deutschland zurück. 1909 erfolgte die Beförderung zum Geheimen Oberregierungsrat. Am 8. Februar 1910 vertrat er die Interessen des Deutschen Reiches auf einer Konferenz zur Beilegung des Kiwu-Grenzstreits mit Vertretern Großbritanniens und Belgiens zur Klärung deutsch-britischer Ansprüche an der Ostgrenze des Kongo. Von 1912 bis 1916 war er Gouverneur in Kamerun.
In seine Amtszeit als Gouverneur fiel der Ausbruch des Ersten Weltkrieges. Ebermaier, als Gouverneur formal Befehlshaber der Schutztruppe, überließ die Führung weitgehend deren Kommandeur Carl Zimmermann. 1916 setzte sich das Gros der deutschen Beamten und Militärs wegen Munitionsmangels auf neutrales spanisches Gebiet nach Rio Muni ab. Ebermaier wurde in Madrid interniert und leitete bis 1919 die dortige Interniertenverwaltung.
Nach ihm ist die sog. Ebermaier-Bahn benannt, die am Kamerunberg verkehrte und in den nächsten Jahren als Touristenattraktion wieder in Betrieb genommen werden soll.
1921 wurde er in den einstweiligen, 1926 dann in den dauerhaften Ruhestand versetzt. 1922 heiratete Ebermaier Helene, geb. Jung.